# Kleine Helden, große Wildnis 2 – Abenteuer Serengeti
Kleine Helden, große Wildnis 2 – Abenteuer Serengeti (Originaltitel: Against the Wild 2: Survive the Serengeti) ist ein kanadischer Jugend-Abenteuerfilm aus dem Jahr 2016. In den Hauptrollen sind John Paul Ruttan und Ella Ballentine zu sehen. Es handelt sich um eine Fortsetzung des 2013 entstandenen Films Kleine Helden, große Wildnis.

## Handlung
Die Geschwister Ryan und Emma wollen ihren Vater besuchen, der beruflich in Afrika zu tun hat. Auf dem Weg zu ihm stürzt das Kleinflugzeug mit den Kindern ab. Beide überleben unverletzt, müssen sich aber allein durch die Serengeti-Savanne schlagen. Während ihre besorgte Mutter in großer Angst um das Leben ihrer Kinder eine Suchaktion organisiert, lernen die Kinder, in der Wildnis zu überleben. Schließlich werden sie gefunden.

## Hintergrund

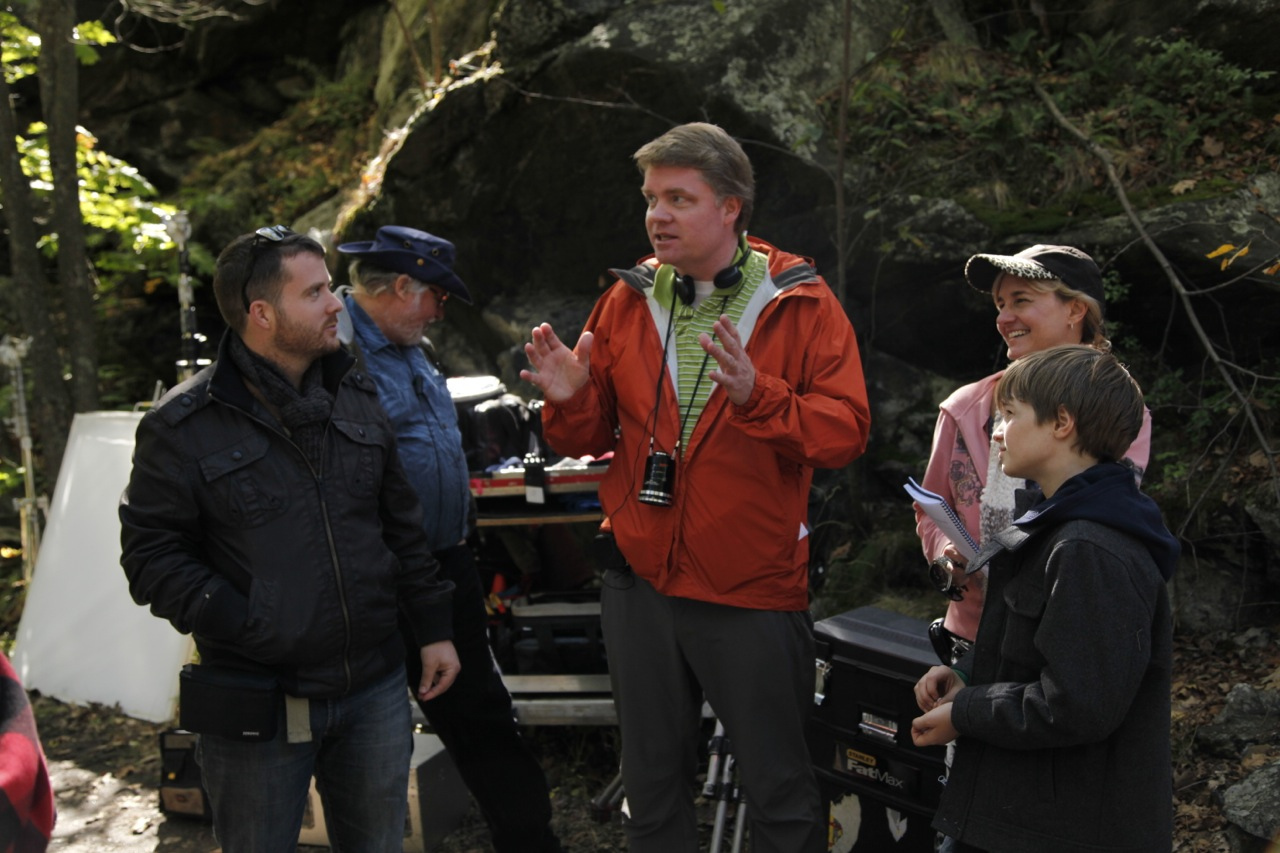
Richard Boddington (Mitte) bei den Dreharbeiten

Der Film erzählt eine ähnliche Geschichte, wie der Fernsehfilm Kleine Helden, große Wildnis aus dem Jahr 2013, der ebenfalls von Richard Boddington inszeniert wurde. In diesem diente jedoch die kanadische Wildnis als Handlungsort. Dementsprechend wurde Survive the Serengeti auch unter dem Titel Against the Wild 2: Survive the Serengeti angekündigt und vermarktet. Die Dreharbeiten fanden 2015 in Südafrika statt.
Der Film wurde am 26. Februar 2016 in den Vereinigten Staaten veröffentlicht. In Deutschland erschien er im Februar 2017 auf DVD und Blu-ray.